# Schisandra chinensis
Schisandra chinensis (en chino simplificado y tradicional, 五味子; pinyin, wǔwèizǐ; literalmente, ‘bayas de cinco sabores’) es una enredadera leñosa caducifolia, perteneciente a la familia Schisandraceae.

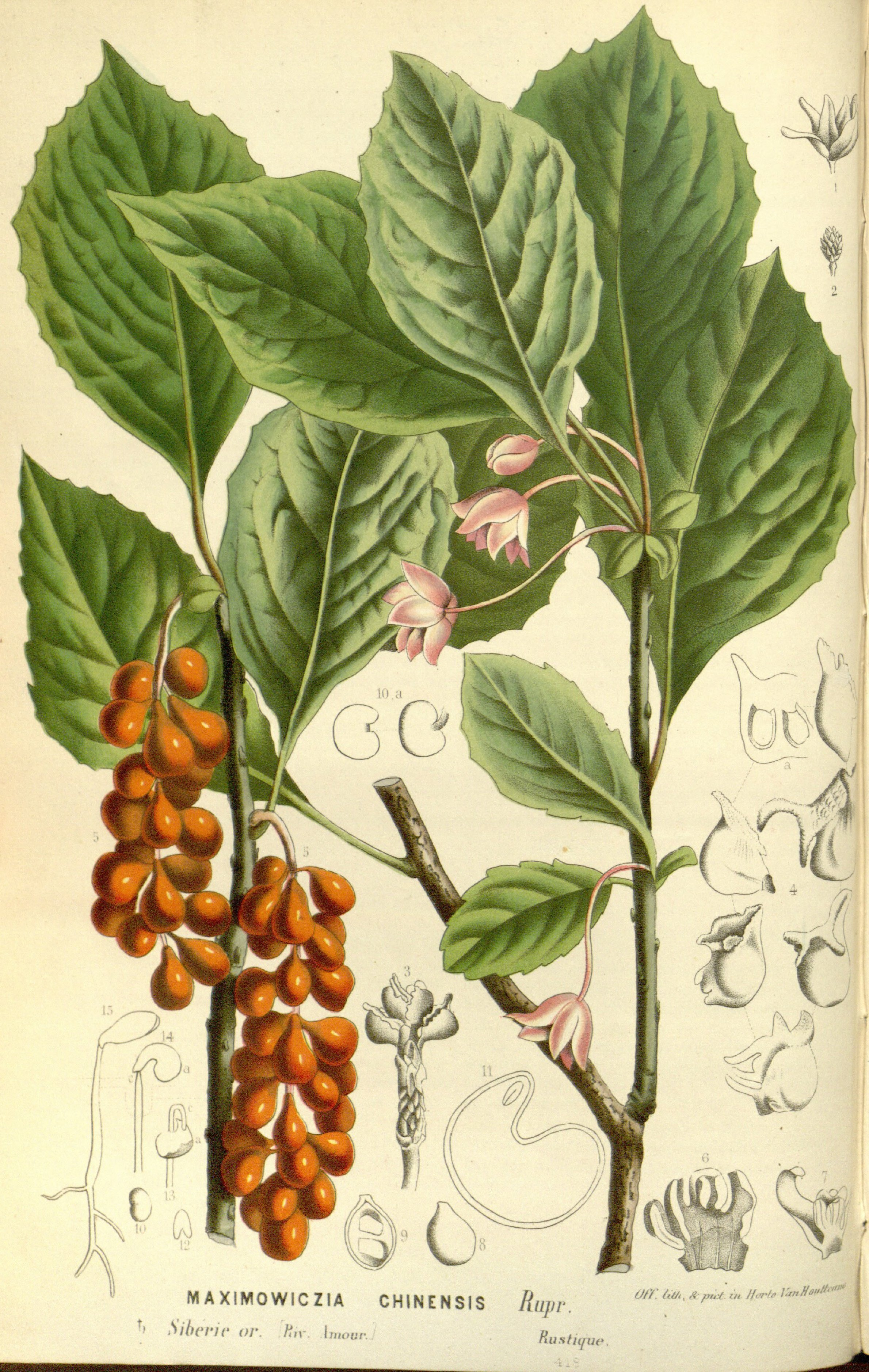
Ilustración

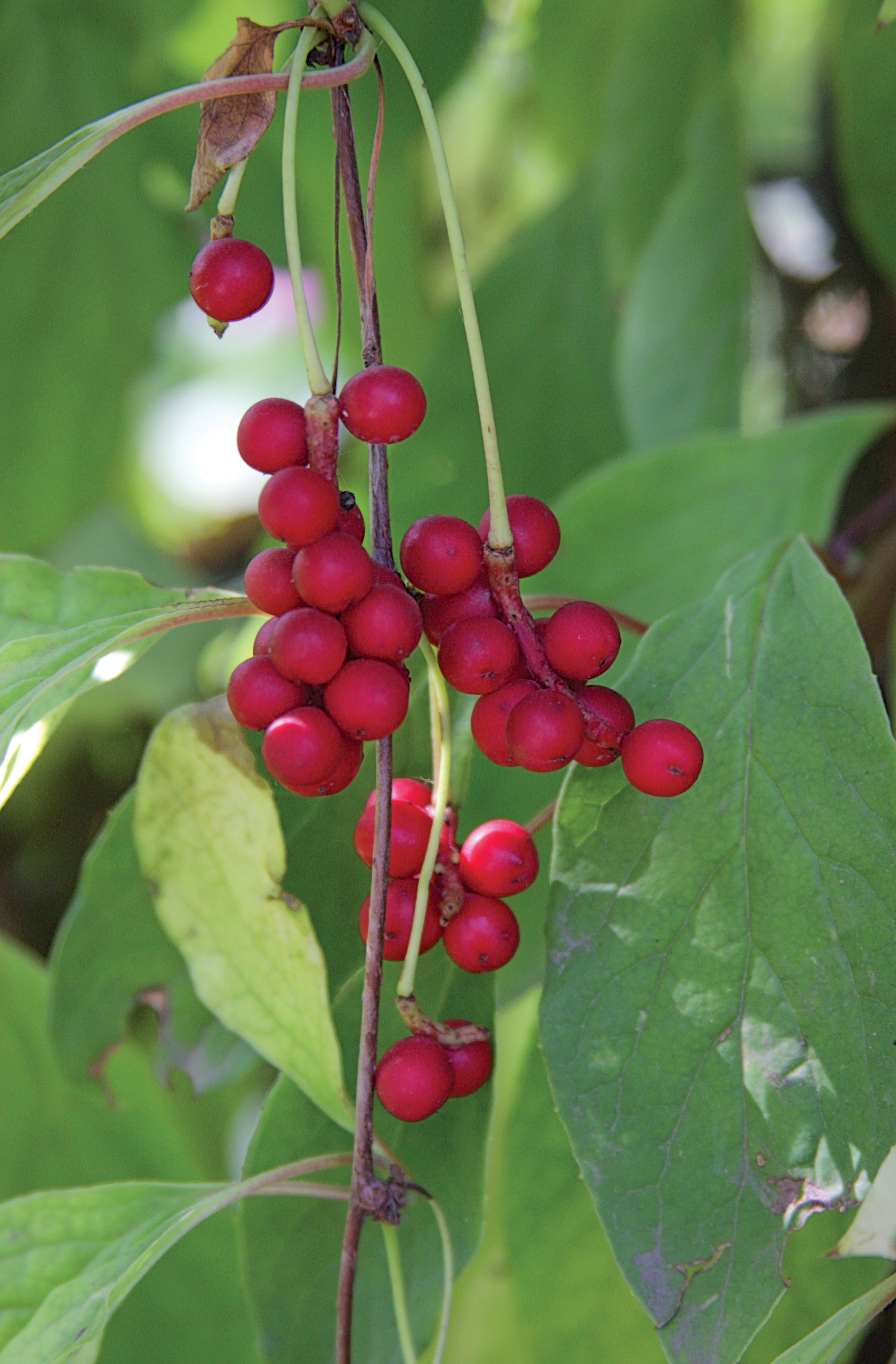
Frutos

Su nombre chino viene del hecho de que sus bayas poseen los cinco sabores básicos: salado, dulce, amargo, picante, y ácido.

## Descripción
Schisandra chinensis es una planta dioica, lo que significa que presenta individuos macho y hembra; por lo que las plantas masculinas y femeninas deben ser cultivadas conjuntamente si se desea obtener semillas. Es muy tolerante a la sombra.

## Usos
Sus bayas principalmente se usan en la medicina tradicional china, donde se la considera como una de las 50 hierbas fundamentales. Se utilizan generalmente en forma desecada, y se hierven para hacer un té. 
En 1998, Rusia editó sello de correos con el dibujo de S. chinensis.

### Uso culinario
En coreano sus bayas se conocen como omija (hangul: 오미자), y el té que se hace con sus bayas omija cha (hangul: 오미자 차). En japonés, se conoce como gomishi. 
Las bayas frescas tienen un sabor inusual (dulce, ácido, picante, amargo a salado). Las frutas se pueden utilizar para hacer mermeladas, almíbar, bebidas no alcohólicas o licor.  
Las bayas secas saben a una mezcla de bayas de enebro y thuja, picantes y con un regusto amargo.
Se puede preparar un té a partir de las frutas, con un tiempo de cocción máximo de 20 minutos.
En China, se fabrica un vino por fermentación de sus bayas.
El jugo se usa para aromatizar los vinos .
El té se elabora a partir de las hojas y la corteza , que tiene un delicado aroma a limón. Cuando se trituran, las hojas liberan su olor a limón y se pueden usar como verdura.

### Uso medicinal

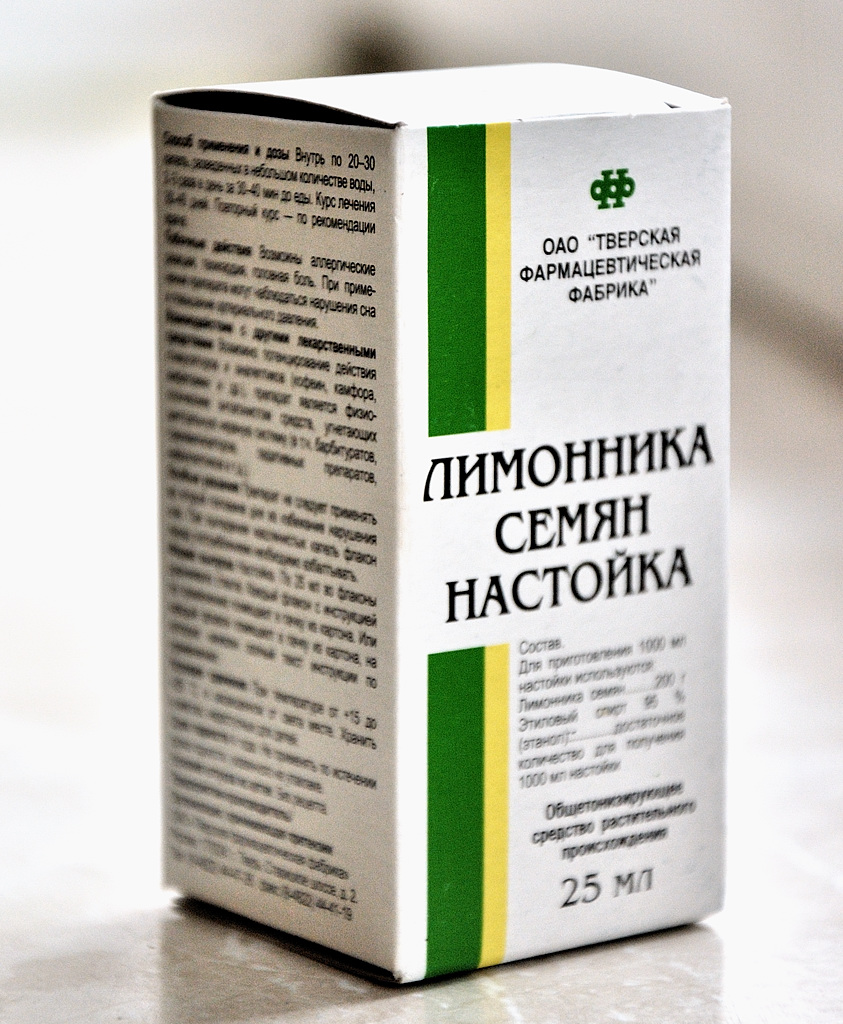
En el comercio como extracto

Como planta medicinal se utiliza como tónico y reconstituyente adaptógeno con efectos notables documentados clínicamente de protección del hígado de las personas. Los componentes hepatoprotectores e inmunomoduladores primarios son los lignanos schizandrina, deoxyschizandrina, gomisinas, y pregomisina, que se encuentran en las semillas de la fruta. No debe ser utilizada por las mujeres embarazadas.

#### Uso en la medicina tradicional china
En la medicina tradicional china, Schisandra chinensis (conocida como wu wei zi) se cree que produce:
1. Astringe el pulmón Qi y limpia los riñones
2. Frena la esencia y corta la Diarrea--astringe los riñones
3. Disminuye el sudor excesivo debido a deficiencia del Yin o Yang
4. Calma el espíritu por la tonificación del corazón y del riñón
5. Genera fluidos corporales y alivia la sed

Wu wei zi se cree que entra en los meridianos de los pulmones, corazón y los riñones, se consideran como sus propiedades el ser amargo y caliente. La dosis común es de 1.5-9 gramos.
Entre sus contraindicaciones se incluye: Exceso de calor Interno con Síndrome Externo, tos primeriza, erupción, sarampión, o úlcera péptica, ataque epiléptico, hipertensión, y presión intracraneal.

## Cultivo
Se cultiva en zonas de climas entre la zona 4 (límite) de zonas de Temperatura de USA, y la 7 a 9.
Se planta después de la época de heladas.
Es una planta que soporta bien el frío (normal de -20 °C, y límite de hasta -45 °C), y que requiere suelos húmedos y bien drenados. Es una planta del norte de China y sur de Rusia, que entre otros lugares se adaptó al clima de Moldavia.
Las frutas se recogen al final del verano.

## Propiedades
La planta contiene el sesquiterpeno Alpha-Cadinol.

## Taxonomía
Schisandra chinensis fue descrita por (Turcz.) Baill.  y publicado en Histoire des Plantes 1: 148. 1868.
Sinonimia
- Kadsura chinensis Turcz.	basónimo
- Maximowiczia amurensis Rupr.
- Maximowiczia chinensis (Turcz.) Rupr.
- Maximowiczia japonica (A.Gray) K.Koch
- Maximowiczia sinensis Rob.
- Schisandra viridicarpa Y.N.Lee
- Sphaerostema japonicum A.Gray[4][5]